# کاریس
کاریس (به انگلیسی: Kaaris) (زاده ۱۷ آوریل ۱۹۸۱) رپر فرانسوی است.
او در فیلم اوردرایو بازی کرده است .